# Alejandro Agresti
Alejandro Agresti (ur. 2 czerwca 1961 w Buenos Aires) – argentyński reżyser, scenarzysta i producent filmowy pochodzenia włoskiego. Jest nie tylko jednym z prominentnych twórców kinematografii argentyńskiej, ale również autorem trzech powieści.

## Życiorys
Związany z branżą filmową od dzieciństwa. Od końca lat 70. tworzył filmy krótkometrażowe. W fabule zadebiutował w 1984, ale uwagę zwrócił na siebie późniejszym obrazem Miłość to gruba baba (1987).
Zdobywca Złotej Muszli na MFF w San Sebastián za komediodramat Wiatrem przeminęło z... (1998). Była to opowieść o taksówkarce z Buenos Aires wyruszającej do odizolowanej od świata wioski w Patagonii, dla której mieszkańców jedyną formą kontaktu ze światem zewnętrznym jest miejscowe kino pokazujące stare filmy.
Jego dramat Świat nie jest taki zły (2004) zaprezentowany został w sekcji "Horyzonty" na 61. MFF w Wenecji. Kolejny obraz, Dom nad jeziorem (2006), Agresti zrealizował w Hollywood z Sandrą Bullock i Keanu Reevesem w rolach głównych. Z rozpowszechniania w kinach na całym świecie film zarobił 114,8 mln dolarów przy budżecie wynoszącym 40 mln dolarów.
Wśród pozostałych filmów Agrestiego wyróżnić można jeszcze m.in. Współczesne zbrodnie (1992), Buenos Aires Vice Versa (1996), Krzyż (1997), Noc z Sabriną Love (2000) czy Valentin (2002).